# 雅克·德瑟姆
雅克·德瑟姆（法語：Jacques Dessemme，1925年9月16日—2019年3月23日），法国前男子篮球运动员。他曾代表法国国家队参加了1952年夏季奥林匹克运动会男子篮球比赛，获得第八名。